# Liste der Einträge im National Register of Historic Places im Nicholas County (West Virginia)
Diese Liste der Einträge im National Register of Historic Places im Nicholas County (West Virginia) enthält alle im Nicholas County, West Virginia in das National Register of Historic Places eingetragenen Gebäude, Bauwerke, Objekte, Stätten oder historischen Distrikte.
Diese Liste entspricht dem Bearbeitungsstand des National Park Service/National Register of Historic Places vom 27. September 2024.

## Legende
| NRHP | Historic Place             |
| HD   | National Historic District |

## Aktuelle Einträge
| [ 2 ] | Name                                | Bild                                | Eintragsdatum                 | Lage | Ort                  | Beschreibung |
| ----- | ----------------------------------- | ----------------------------------- | ----------------------------- | --- | -------------------- | ------------ |
| 1     | Beaver Mill                         |                                     | 25. Juli 2001 ID-Nr. 01000776 | West Webster Rd. 38° 19′ 44″ N, 80° 39′ 55″ W                                                                 | Craigsville          |              |
| 2     | Brock Hotel                         | Brock Hotel                         | 9. Juli 1993 ID-Nr. 93000615  | 1400 Webster Rd. 38° 17′ 0″ N, 80° 50′ 41″ W                                                                  | Summersville         |              |
| 3     | Dr. Flavius Brown House             |                                     | 7. Jan. 2003 ID-Nr. 02001053  | Old Wilderness Rd. 38° 16′ 38″ N, 80° 50′ 59″ W                                                               | Summersville         |              |
| 4     | James B. Carden House               |                                     | 2. Aug. 2001 ID-Nr. 01000773  | 1082 Country Rd. 38° 17′ 11″ N, 80° 57′ 4″ W                                                                  | Summersville         |              |
| 5     | Carnifex Ferry State Park           | weitere Bilder                      | 24. Juli 1974 ID-Nr. 74002018 | südlich von Kesslers Cross Lanes, in der Nähe der West Virginia Route 129 38° 12′ 24″ N, 80° 56′ 14″ W        | Kesslers Cross Lanes |              |
| 6     | Downtown Richwood Historic District | Downtown Richwood Historic District | 25. Juli 2001 ID-Nr. 01000778 | zwischen der Main St., Oakford Ave. und Commercial St. 38° 13′ 28″ N, 80° 32′ 3″ W                            | Richwood             |              |
| 7     | Capt. John Halstead Farm            |                                     | 15. Dez. 1998 ID-Nr. 98001475 | Whitewater Rd. (County Route 9) 38° 20′ 5″ N, 80° 56′ 21″ W                                                   | Kesslers Cross Lanes |              |
| 8     | Martin Hamilton House               |                                     | 22. Nov. 1999 ID-Nr. 99001403 | West Virginia Route 39 38° 17′ 14″ N, 80° 51′ 37″ W                                                           | Summersville         |              |
| 9     | Lockwood Historic District          |                                     | 16. Dez. 1998 ID-Nr. 98001468 | in der Nähe der West Virginia Route 39 38° 15′ 27″ N, 81° 1′ 42″ W                                            | Lockwood             |              |
| 10    | Mason-Drennen House                 |                                     | 15. Dez. 1998 ID-Nr. 98001474 | an der Straßenkreuzung der West Virginia Route 39 und der West Virginia Route 129 38° 16′ 2″ N, 80° 59′ 32″ W | Drennen              |              |
| 11    | Nicholas County Bank                | Nicholas County Bank                | 2. Nov. 2000 ID-Nr. 00001314  | 800 Main St. 38° 16′ 51″ N, 80° 51′ 3″ W                                                                      | Summersville         |              |
| 12    | Nicholas County Courthouse          | Nicholas County Courthouse          | 16. Aug. 1991 ID-Nr. 91001014 | 700 Main St. 38° 15′ 45″ N, 80° 51′ 5″ W                                                                      | Summersville         |              |
| 13    | Old Nicholas County High School     | Old Nicholas County High School     | 27. März 1989 ID-Nr. 89000185 | Main St. 38° 16′ 51″ N, 80° 51′ 28″ W                                                                         | Summersville         |              |